# Oribatula prodorsissima
Oribatula prodorsissima är en kvalsterart som först beskrevs av Feider, Vasiliu och Calugar 1970.  Oribatula prodorsissima ingår i släktet Oribatula och familjen Oribatulidae. Inga underarter finns listade i Catalogue of Life.